# Savukoski
Savukoski [ˈsɑvukɔski] (nordsamisch Suovvaguoika) ist eine Gemeinde im finnischen Teil Lapplands.
Neben dem Hauptort Savukoski umfasst die Gemeinde die weit verstreut liegenden Siedlungen Kuosku, Martti, Nousu, Tanhua, Lunkkaus, Viitaranta und Värriö. Mit einer Bevölkerungsdichte von nur 0,15 Einwohnern je Quadratkilometer Landfläche ist Savukoski die am dünnsten besiedelte Gemeinde ganz Finnlands. Traditionell von großer Bedeutung ist die Rentierzucht; die Zuchtgenossenschaft Kemi-Sompio ist die größte ganz Finnlands.
Der weitaus größte Wirtschaftszweig ist jedoch die Forstwirtschaft. Nachdem durch oft rücksichtslosen Holzeinschlag in der Vergangenheit ein Gutteil des Urwaldes der Region in Mitleidenschaft gezogen wurde, ist heute rund ein Drittel der Gemeindefläche als Naturschutzgebiet ausgewiesen.
Wie allgemein im strukturschwachen Lappland ist die Arbeitslosigkeit in Savukoski ein großes Problem: Im Januar 2007 wies die Gemeinde mit 21,4 % die vierthöchste Arbeitslosenquote aller finnischen Gemeinden auf.
Auf der Gemarkung Savukoskis befindet sich auch der Berg Korvatunturi, der nach Überzeugung der Finnen der Wohnort des Weihnachtsmannes ist. Neben dem ganzjährigen „Weihnachtstourismus“ lockt Savukoski auch Angel- und Jagdtouristen.